# Glam (film)
Pour les articles homonymes, voir Glamour, Glam rock et GLAM.
Glam est un film américain réalisé par Josh Evans sorti en 1997.

## Fiche technique
- Réalisateur : Josh Evans
- Producteur : Carl Colpaert
- Dates de sortie : 
  - Canada : octobre 1997 : Festival international du film de Vancouver
  - États-Unis : 8 mai 1998

## Distribution
- Jon Cryer
- Tony Danza
- Robert DoQui
- Natasha Gregson Wagner
- Ali MacGraw
- William McNamara
- Donal Logue
- Frank Whaley
- Margaret Blye